# Angelstads kyrka
Angelstads kyrka är en kyrkobyggnad i Angelstad i Ljungby kommun. Den är församlingskyrka i Angelstads församling i Växjö stift. 

## Kyrkobyggnaden
Angelstads kyrka är en medeltidskyrka  uppförd i sten, putsad och vitkalkad där de äldsta delarna är från slutet av 1100-talet och början av 1200-talet Under 1600-talet förlängdes långhuset åt väster samtidigt tillkom ett vapenhus.Det halvrunda koret i öster tillbyggdes 1806 med en sakristia  på kyrkans norra sida.
Interiören präglas av nyklassicism med ett innertak av trätunnvalv. Korets glasmålning tillkom vid renoveringen 1927–1931 och är utförd av Albert Eldh.
Klockstapeln är uppförd 1760 i trä och står norr om kyrkan. Den är av öppen klockbockstyp med klockhus som täcks av en svängd huv med spira.  I klockstapeln hänger en stor klocka från 1609 och en lillklocka från 1861.

## Kyrkogården
På gamla kyrkogården i Angelstad vilar flera kända personer varav kan nämnas författaren Karl Williams, konstnären Ragnar Person och sångaren Harry Brandelius.

## Inventarier
- En dopfunt, 800 år gammal prydd med fabeldjur.
- Processionskrucifix  daterat till 1100-talet.
- Predikstol  i   renässans med heliga gestalter i korgens speglar.
- Tavlan "Den lidande Kristus" är en oljemålning av Angelstadkonstnären Ragnar Person,
- Ljuskronor och lampetter är tillverkade av konstsmidesmästare Åke Wremp, Angelstad
- Sluten bänkinredning.
- Orgelläktare med svängda sidostycken och utsvängt mittstycke.

## Orgel
- 1690 byggde Hans Henrich Cahman den första kända orgeln omfattande 6 stämmor.[1]
- 1842 ersattes 1600-talsorgeln av en ny med 11 stämmor av Johan Magnus Blomqvist.
- 1914  byggde Emil Wirell, Växjö ett nytt verk med 11 stämmor.
- 1979 ersattes Wirells orgel av en ny, byggd av  Västbo Orgelbyggeri, Långaryd. Orgeln är mekanisk.

| Huvudverk I   | Svällverk II      | Pedal            | Koppel |
| Rörflöjt 8´   | Gedackt 8´        | Subbas 16´       | I/P    |
| Principal 4´  | Salicional 8´     | Gedacktpommer 4´ | II/P   |
| Waldflöjt 2´  | Spillpfeife 4´    |                  | II/I   |
| Mixtur 3 chor | Principal 2'      |                  |        |
|               | Nasat 1 1/3'      |                  |        |
|               | Crescendosvällare |                  |        |